# هلبرگ (دهانه)
هلبرگ یک دهانه برخوردی در ماه‌ است.

## دهانه‌های اقماری
این دهانه ۲ دهانه اقماری دارد.
| Helberg | عرض جغرافیایی | طول جغرافیایی | قطر          |
| ------- | ------------- | ------------- | ------------ |
| H       | ۲۱.۸° N       | ۱۰۱.۲° W      | ۲۹.۰ کیلومتر |
| C       | ۲۳.۴° N       | ۱۰۰.۶° W      | ۷۰.۰ کیلومتر |